# Борил Косев
Борил Орлинов Косев е български политик от БКП.

## Биография
Роден е на 22 август 1936 г. в шуменското село Венец. От 1954 до 1957 г. е инструктор в околийския комитет на ДСНМ. Членува в БКП от 1957 г. Бил е секретар на Общинския партиен комитет в селото си и инструктор в Околийския комитет на БКП в Шумен. Работи като мелничарски работник в родното си село. От 1962 до 1964 г. учи в партийна школа в Москва. Между 1970 и 1975 г. учи икономика на селското стопанство задочно в АОНСУ при ЦК на БКП. От 1964 до 1967 г. е председател на трудово кооперативно земеделско стопанство. Известно време е директор на държавното земеделско стопанство във Венец. От 1968 г. е председател на АПК във Венец. От 19 юни 1986 г. е член на Държавния съвет на НРБ. Освен това е член на Общинския комитет на БКП. Награден е със званието „Герой на социалистическия труд“ с указ № 1435 от 4 май 1985.